# Wes Lee
Deveon Everhart Aikens (Dayton, 2 de novembro de 1994) é um lutador profissional americano. Ele trabalha atualmente para a WWE, na marca NXT sob o nome de ringue Wes Lee. Ele foi uma vez campeão norte-americano do NXT e duas vezes campeão de duplas do NXT.
Ele é conhecido como co-fundador e ex-membro do grupo The Rascalz, ao lado de Zachary Wentz, Trey Miguel e Myron Reed. Aikens é mais conhecido por seu tempo na Impact Wrestling, onde lutou sob o nome de ringue Dezmond Xavier (abreviado como Dez). Ele também se apresentou em promoções independentes, notavelmente na Pro Wrestling Guerrilla (PWG), onde foi um dos campeões mundiais de duplas da PWG junto com Wentz e se tornou o campeão com o reinado mais longo na história da empresa

## Carreira na luta livre profissional

### Circuito independente (2011–2021)

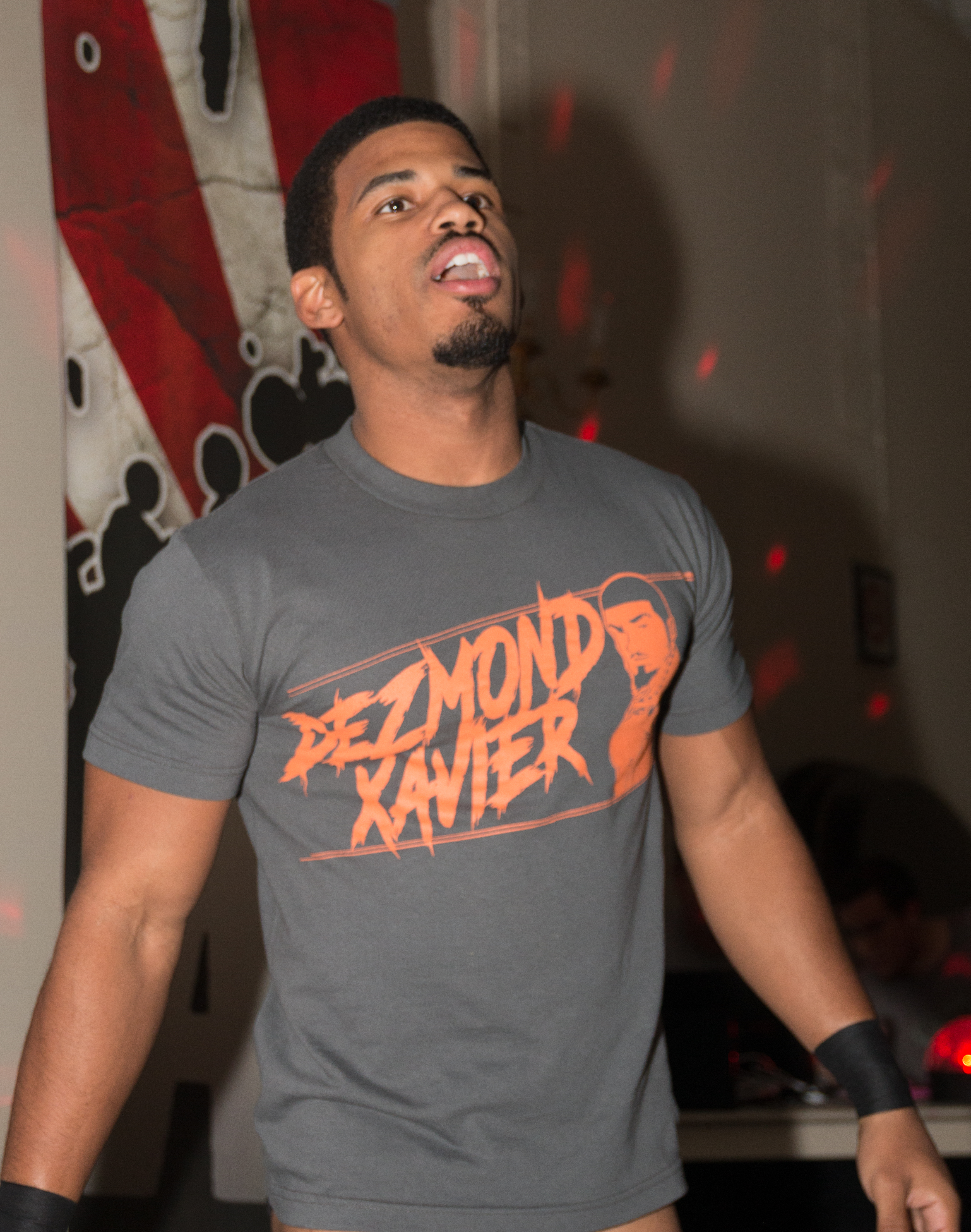
Xavier em outubro de 2016.

Aikens fez sua estreia na luta livre profissional em 2011 sob o nome de Dezmond Xavier. Em 2017, no WrestleCircus, ele conquistou o WC Sideshow Championship ao derrotar Joey Ryan. Em seguida, ele lutou na Desastre Total Ultraviolento, onde ganhou o DTU Alto Impacto Championship.
Em 2015, Dezmond Xavier se juntou a Zachary Wentz enquanto trabalhava no circuito independente e formou uma dupla chamada Scarlet and Graves. A equipe competiu na Combat Zone Wrestling (CZW), onde ele e Wentz se tornaram campeões mundiais de duplas da CZW por duas vezes. A primeira conquista ocorreu no evento "Cage Of Death 18" em 10 de dezembro de 2016, ao derrotarem EYFBO, e a segunda no evento Lucha Forever Catch Me Outside, onde venceram CCK Chris Brookes e Kid Lykos, após perderem os títulos para eles em 2017. Ainda em 2016, antes de seu segundo reinado como campeões mundiais de duplas da AAW, Dezmond Xavier e Wentz, na Xtreme Intense Championship Wrestling, se uniram a Trey Miguel, Aaron Williams e Kyle Maverick, e juntos ganharam os campeonatos de duplas da XICW.  No ano seguinte, em 2017, ele e Wentz lutaram na All American Wrestling, onde conquistaram o campeonato mundial de duplas da AAW em 15 de julho de 2017, ao derrotarem A. R. Fox e Rey Fenix. Um ano depois, Trey Miguel e Myron Reed se juntaram ao grupo, que então mudou de nome para The Rascalz.
Ainda em 2018, Dezmond Xavier e Zachary Wentz lutaram na The Wrestling Revolver, onde conquistaram tanto o PWR Tag Team Championship quanto o One Night Tag Team Tournament. No mesmo ano, eles também foram para a Pro Wrestling Guerrilla (PWG) e ganharam os Campeonato Mundial de Duplas da PWG. Eles mantiveram os títulos por 1.025 dias, que até hoje é o reinado mais longo na história da empresa.

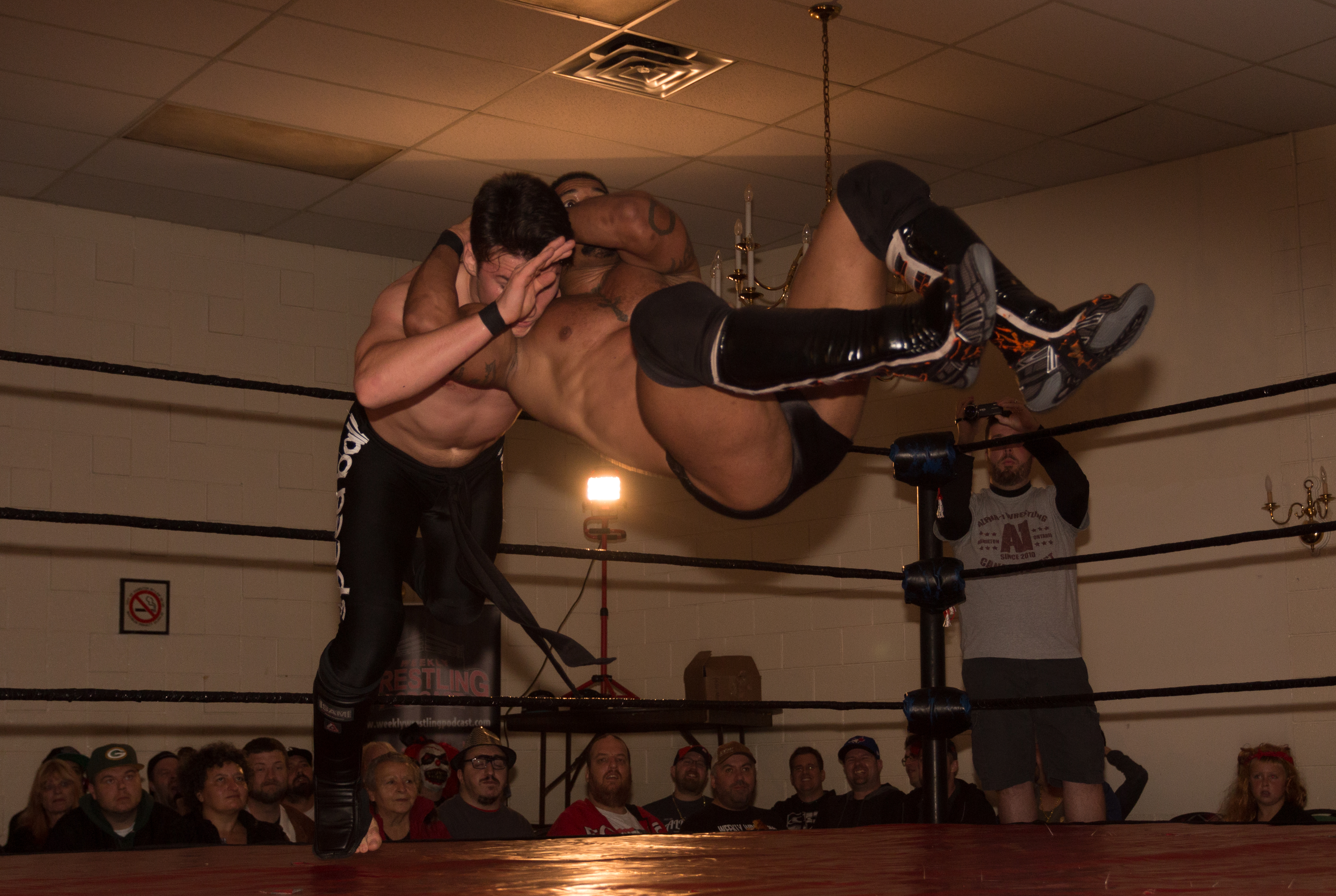
Dezmond Xavier executando um stunner em "Speedball" Mike Bailey em um evento independente em 2016.

### Impact Wrestling (2017–2020)

#### X Division (2017–2018)
Em 2017, Dezmond Xavier assinou com a Impact Wrestling. No episódio de 20 de abril do Impact, Xavier fez sua estreia em uma luta six-way pelo Campeonato da X Division. Seu primeiro combate individual na Impact ocorreu no episódio de 8 de julho do Xplosion, onde derrotou Idris Abraham. Mais tarde, naquele mês, Xavier participou do torneio GFW Super X Cup, no qual derrotou Idris Abraham nas quartas de final, Drago na semifinal e Taiji Ishimori na final, conquistando o GFW Super X Cup. Em outubro, Xavier fez sua estreia em pay-per-view no Bound for Glory, competindo contra Trevor Lee, Garza Jr., Matt Sydal, Petey Williams e Sonjay Dutt em uma luta six-way pelo Campeonato da X Division, mas não conseguiu conquistar o título. Xavier também teve uma chance pelo título individual da X Division contra Taiji Ishimori no episódio de 18 de janeiro de 2018 do Impact!, que ele acabou perdendo.
No Redemption, Xavier competiu em uma luta six-way pela X Division, na qual ele perdeu. Em seguida, ele perdeu para Brian Cage no especial Under Pressure, que determinava o desafiante número um pelo Campeonato da X Division, e também perdeu para Brian Cage em uma luta pelo título em um episódio do Impact Wrestling. Além disso, ele teve outra chance pelo Campeonato da X Division em 2018 contra Matt Sydal no evento pay-per-view One Night Only: Zero Fear, mas não teve sucesso. Após isso, ele fez uma breve pausa na Impact.

#### The Rascalz (2018–2020)

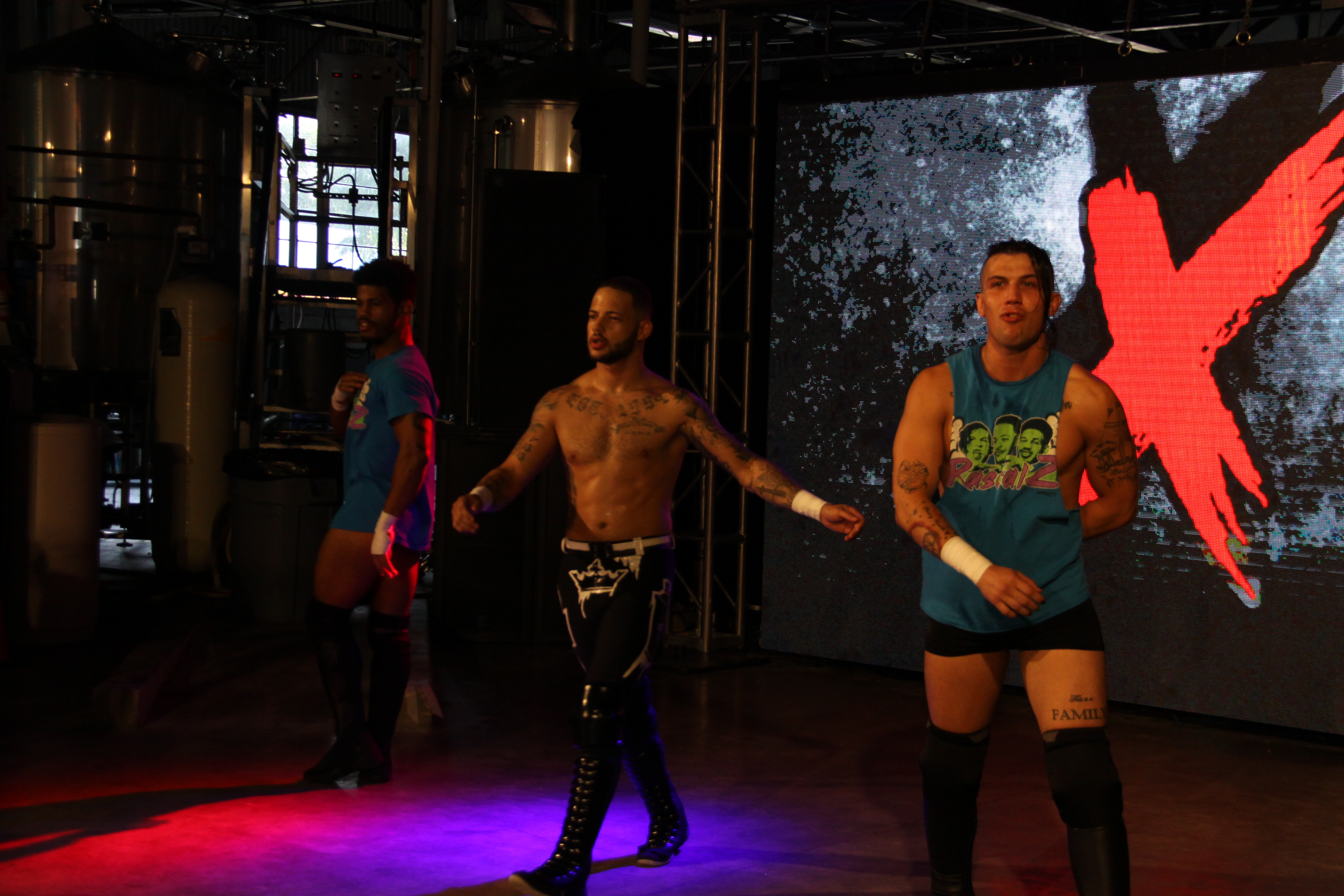
Dez (esquerda) com Trey (centro) e Wentz (direita) como The Rascalz em julho de 2019.

No final de 2018, Xavier se juntou a Trey Miguel e Zachary Wentz, formando um grupo face chamada The Rascalz. Uma vinheta foi exibida promovendo a estreia dos Rascalz no episódio de 15 de novembro do Impact!. Xavier retornou ao Impact, fazendo equipe com Wentz sob o novo nome da equipe no episódio de 29 de novembro, onde derrotaram a dupla Chris Bey e Mike Sydal. Após meses competindo na divisão de duplas no outono de 2018 e no início de 2019, o trio fez sua estreia em pay-per-view no Rebellion em abril, mas perdeu para Moose e The North. Nessa época, Xavier encurtou seu nome de ringue para Dez, enquanto Trey Miguel e Zachary Wentz encurtaram seus nomes para Trey e Wentz, respectivamente. No Slammiversary XVII, Dez e Wentz desafiaram The North pelo Campeonato Mundial de Duplas em uma luta three-way, que também contava com o Latin American Exchange (Santana e Ortiz), mas não tiveram sucesso. Dez e Trey, então, desafiaram novamente The North pelo Campeonato Mundial de Duplas no episódio de 2 de agosto do Impact!, mas também não conseguiram vencer.
Em outubro, Dez competiu contra Sami Callihan em uma luta na qual saiu derrotado no evento Prelude to Glory da Impact Plus. Em dezembro, ele desafiou Ace Austin pelo Campeonato da X Division no Motown Showdown, mas não teve sucesso. Em 2020, Dez e Wentz desafiaram The North pelo Campeonato Mundial de Duplas no evento Sacrifice de fevereiro, mas também não conseguiram vencer. Eles continuaram a ter sucesso na divisão de duplas ao derrotar XXXL e a dupla TJP e Fallah Bahh no especial Rebellion. No episódio de 2 de junho do Impact!, Dez e Wentz venceram TJP e Bahh para ganhar uma chance pelo Campeonato Mundial de Duplas contra The North no episódio de 16 de junho, que eles acabaram perdendo. Em 18 de julho de 2020, Dez e Wentz lançaram um desafio aberto para qualquer dupla no Slammiversary. Os Motor City Machine Guns, que se reuniram, aceitaram o desafio e venceram a luta.
Em 11 de novembro, foi revelado que The Rascalz deixariam em breve a Impact e estavam recebendo propostas tanto da WWE quanto da All Elite Wrestling. Durante as gravações de 17 de novembro, The Rascalz receberam uma despedida do vestiário da Impact. No dia seguinte, Trey confirmou que ele, Dez e Wentz realmente estavam encerrando suas aparições na Impact Wrestling. Dez e Wentz assinaram com a WWE, enquanto Trey acabou retornando à Impact Wrestling, efetivamente encerrando a formação do trio The Rascalz.

### Dragon Gate (2018)
A Dragon Gate anunciou a estreia de Xavier e seu parceiro de duplas independente, Zachary Wentz, no Open The New Year Gate, o primeiro show da Dragon Gate em 2018. Eles estrearam em 13 de janeiro, onde Xavier e Wentz, coletivamente conhecidos como Scarlet and Graves, se uniram a Susumu Yokosuka em uma vitória contra Genki Horiguchi, Flamita e Bandido.

### Lucha Underground (2018)
No episódio de 18 de julho de 2018 do Lucha Underground, Xavier fez sua estreia sob o nome de Dezmond X, derrotando Paul London por um dos sete antigos Medalhões Aztecas. A série foi descontinuada após a final da temporada, Ultima Lucha Cuatro.

### WWE (2020–presente)

#### MSK e campeão de duplas do NXT (2020–2022)
Em 2 de dezembro de 2020, Xavier, junto com seu parceiro de duplas Zachary Wentz, assinou um contrato com a WWE e foi designado para o WWE Performance Center. No episódio de 13 de janeiro de 2021 do NXT, Xavier, agora conhecido como Wes Lee, e Wentz como Nash Carter, estrearam sob o novo nome da equipe MSK. Eles participaram do torneio Dusty Rhodes Tag Team Classic masculino, que venceram. No NXT TakeOver: Stand & Deliver Night One, MSK derrotou os Grizzled Young Veterans (James Drake e Zack Gibson) e Legado Del Fantasma (Raul Mendoza e Joaquin Wilde) em uma luta triple threat pelo Campeonato de Duplas do NXT, que estava vago. Em um episódio do NXT, MSK derrotou o Legado Del Fantasma para manter seus títulos de duplas. No NXT TakeOver: In Your House, MSK se uniu ao campeão norte-americano do NXT, Bronson Reed, para vencer o Legado Del Fantasma em uma luta onde o vencedor levava tudo, que MSK ganhou. No NXT The Great American Bash, MSK derrotou Ciampa e Timothy Thatcher pelos títulos de duplas. Nos dois meses seguintes, MSK defendeu seus títulos contra Imperium e Oney Lorcan e Danny Burch.
No NXT Halloween Havoc, Imperium derrotou MSK em uma luta de duplas Lumber Jack-o'-Lantern para conquistar os títulos, mas MSK os recuperou no NXT Stand & Deliver. No entanto, apenas quatro dias depois, em 5 de abril de 2022, foi relatado que a WWE havia demitido Carter. A WWE confirmou mais tarde que o Campeonatos de Duplas do NXT estavam oficialmente vago em 8 de abril de 2022, encerrando o segundo reinado de Lee com apenas seis dias e levando ao fim do grupo MSK na WWE.

#### Mais longo reinado como campeão norte-americano do NXT (2022–2023)
No episódio de 19 de abril de 2022 do NXT 2.0, Lee retornou à televisão, mencionando de forma vaga a desocupação do título de duplas, antes de ser confrontado por Xyon Quinn. Isso levou a uma luta entre Quinn e Lee mais tarde naquela noite, onde Lee saiu derrotado. No episódio de 24 de maio de 2022 do NXT 2.0, Lee perdeu para Sanga e foi provocado por Quinn antes de Sanga o afastar. Na semana seguinte, Lee desafiou Quinn para uma luta e venceu. No episódio de 14 de junho de 2022 do NXT 2.0, Wes Lee teve outra luta muito aclamada contra Xyon Quinn, na qual também saiu vitorioso. No NXT The Great American Bash, Lee perdeu para Trick Williams, após Williams esfregar uma substância desconhecida em seus olhos.
No dia 22 de outubro, no NXT Halloween Havoc, Lee conquistou o vago Campeonato Norte-Americano do NXT em uma luta de escadas com cinco participantes, que incluía Carmelo Hayes, Von Wagner, Oro Mensah e Nathan Frazer. Essa foi a primeira conquista de título individual de Lee na WWE e seu terceiro reinado geral como campeão individual na carreira. No episódio de 1 de novembro do NXT, os campeões de duplas da NXT, Pretty Deadly, interromperam o campeão da NXT, Bron Breakker. Isso levou Lee a entrar em cena, onde ele e Breakker desafiaram Pretty Deadly para uma luta pelo campeonato de duplas mais tarde no programa; Lee e Breakker não foram bem-sucedidos após a interferência de Hayes. Nos meses seguintes, Lee defendeu o título contra Tony D'Angelo, Dijak no NXT Vengeance Day, Nathan Frazer e Von Wagner.
Lee quebrou o recorde de defesas de título bem-sucedidas no NXT Stand & Deliver, defendendo o título em uma luta Fatal 5-Way contra Axiom, Dragon Lee, Ilja Dragunov e JD McDonagh. Ele manteve o título contra Axiom no episódio seguinte do NXT e no episódio de 18 de abril de 2023 contra Charlie Dempsey. Essa defesa foi sua defesa recorde, igualando o recorde de Keith Lee de mais defesas com o campeonato. No NXT Battleground, Lee reteve o Campeonato Norte-Americano do NXT contra Tyler Bate e Joe Gacy, superando o reinado de 231 dias de Velveteen Dream e se tornando o campeão norte-americano do NXT com o reinado mais longo da história. No episódio de 18 de julho do NXT, Lee perdeu o Campeonato Norte-Americano do NXT para "Dirty" Dominik Mysterio após a interferência do The Judgment Day, encerrando seu reinado com um recorde de 269 dias (que desde então foi quebrado por Oba Femi, com 273 dias em outubro de 2024). Lee não conseguiu recuperar o título em uma luta triple threat contra Mysterio e Mustafa Ali no NXT The Great American Bash, também devido à interferência de Rhea Ripley.
No episódio de 15 de agosto do NXT, Lee derrotou Dijak para se tornar o desafiante número um pelo Campeonato do NXT, desafiando Carmelo Hayes pelo título no NXT Heatwave, mas saiu derrotado. No episódio de 12 de setembro do NXT, Lee perdeu para Ilja Dragunov em uma luta que determinava o desafiante número um pelo campeonato. Mais tarde, Lee foi visto esvaziando seu armário e, quando questionado, disse que estava indo para casa e que "já tinha terminado". Lee retornou silenciosamente em 30 de outubro para uma gravação do Main Event em 2 de novembro e, na noite seguinte, apareceu no NXT: Halloween Havoc para atacar Mysterio após a luta de Mysterio pelo Campeonato Norte-Americano do NXT contra Nathan Frazer. No episódio de 28 de novembro do NXT, Lee derrotou três ex-campeões norte-americanos — Cameron Grimes, Bronson Reed e Johnny Gargano — em uma luta fatal four-way, como exigido por Mysterio na semana anterior, garantindo uma luta pelo título contra Mysterio no NXT Deadline. No entanto, uma semana depois, Lee anunciou que precisaria de cirurgia nas costas e ficaria fora de ação por 8 a 12 meses, com Dragon Lee o substituindo na luta no NXT Deadline. Em uma chamada à mídia para o evento, o Vice-Presidente Sênior de Desenvolvimento de Talentos Criativos, Shawn Michaels, revelou que Lee estava sofrendo de uma lesão nas costas há algum tempo e que a decisão de retirá-lo da luta foi uma chamada de última hora feita por Lee e pela equipe médica. Foi relatado posteriormente que Lee considerou a aposentadoria devido à lesão.

#### Curta reunião do The Rascalz e mudança paraheel(2024–presente)
Na Semana 2 do Spring Breakin', em 30 de abril de 2024, Lee fez um retorno surpresa após sua lesão e confrontou o campeão norte-americano do NXT, Oba Femi, após sua luta pelo título contra Ivar. No episódio seguinte do NXT, Lee derrotou Josh Briggs em sua primeira luta desde a lesão. No episódio de 21 de maio do NXT, Lee e Joe Coffey, do Gallus, ambos conseguiram o pin sobre Briggs em uma luta triple threat, sendo considerados vencedores. Mais tarde naquela noite, a Gerente Geral do NXT, Ava, marcou uma luta triple threat entre Lee, Femi e Coffey pelo Campeonato Norte-Americano do NXT no NXT Battleground em 9 de junho, onde Femi manteve seu título com sucesso. No episódio de 16 de junho do NXT, Lee novamente solicitou uma luta pelo título contra Femi. Femi concordou, sob a condição de que Lee nunca mais poderia desafiar Femi pelo título enquanto ele fosse campeão, caso Lee perdesse. No NXT Heatwave em 7 de julho, Femi derrotou Lee para reter o título.
No episódio seguinte do NXT, Lee estava prestes a anunciar que iria se afastar, mas foi interrompido por seus companheiros de The Rascalz, Trey Miguel (que fazia sua estreia na WWE) e Zachary Wentz (o ex-Nash Carter, que retornava à WWE). Miguel e Wentz conseguiram convencer Lee a ficar, e o trio se reuniu pela primeira vez desde 2020. Na semana seguinte, The Rascalz derrotou Gallus (Joe Coffey, Mark Coffey e Wolfgang) em uma luta de trios. Lee fez seu retorno ao Total Nonstop Action Wrestling (TNA; anteriormente conhecido como Impact Wrestling) no dia 20 de julho, no Slammiversary, onde, junto com The Rascalz, derrotou a No Quarter Catch Crew (Charlie Dempsey, Myles Borne e Tavion Heights) em uma luta de trios. Na Semana 2 do NXT: The Great American Bash, em 6 de agosto, Wentz e Lee não conseguiram derrotar os campeões de duplas da NXT, Nathan Frazer e Axiom, pelo título. Após a luta, Lee virou-se contra Miguel e Wentz, atacando Wentz por tê-lo deixado em 2022, se tornando heel pela primeira vez em sua carreira e deixando The Rascalz no processo. No episódio de 20 de agosto do NXT, Lee enfrentou Pete Dunne e Joe Hendry da TNA em uma luta triple threat por uma oportunidade de luta pelo Campeonato do NXT no NXT No Mercy, que foi vencida por Hendry. Após a luta, Lee foi atacado por Wentz. Uma semana depois, foi marcada uma luta entre Lee e Wentz no NXT No Mercy, em 1º de setembro, onde Lee saiu derrotado. Na estreia do NXT na CW em 1º de outubro, Lee derrotou Wentz em uma luta street fight.

## Vida pessoal
Aikens é casado com Erica Marie.

## Outras mídias
Como Wes Lee, Aikens fez sua estreia em videogames no WWE 2K22 como conteúdo para download. Ele também é jogável no WWE 2K23, WWE 2K24 e WWE SuperCard.

## Títulos e prêmios
- All American Wrestling
  - AAW Tag Team Championship (1 vez) – com Zachary Wentz[10]
- Combat Zone Wrestling
  - CZW World Tag Team Championship (2 vezes) – com Zachary Wentz[8]
- Desastre Total Ultraviolento
  - DTU Alto Impacto Championship (1 vez)[7]
- ESPN
  - ESPN o colocou na #14ª dos 30 melhores lutadores profissionais com menos de 30 anos em 2023[69]
- Impact Wrestling
  - GFW Super X Cup (2017)
  - Impact Turkey Bowl (2018) – com Alisha Edwards, Kikutaro, KM e Fallah Bahh
- Pro Wrestling Guerrilla
  - PWG World Tag Team Championship (1 vez) – com Zachary Wentz[13]
- Pro Wrestling Illustrated
  - PWI o colocou na #66ª posição dos 500 melhores lutadores individuais em 2023[70]
- WrestleCircus
  - WC Sideshow Championship (1 vez)[6]
- The Wrestling Revolver
  - PWR Tag Team Championship (1 vez) – com Zachary Wentz[11]
  - One Night Tag Team Tournament (2018) – com Zachary Wentz[12]
- WWE
  - Campeonato Norte-Americano do NXT (1 vez)[71]
  - Campeonato de Duplas do NXT (2 vezes) – com Nash Carter[72]
  - Men's Dusty Rhodes Tag Team Classic (2021) – com Nash Carter[73]
- Xtreme Intense Championship Wrestling
  - XICW Tag Team Championship (1 vez) – com Aaron Williams, Dave Crist, Kyle Maverick, Trey Miguel e Zachary Wentz[9]